# 拉拉藤
拉拉藤为茜草科拉拉藤属一年生蔓草，北温带广泛分布。莖葉倒生剛毛，容易剌手，故名拉拉藤。全草可作牛、马的饲料，但猪食之则病，故名猪殃殃。根可作红色染料，种子可作咖啡的代用品，全草药用，清热解毒。